# 2002年飓风埃尔南
飓风埃尔南（英語：Hurricane Hernan）是2002年太平洋飓风季共计3场五级飓风中的第2场，也是该季第12个热带气旋，第10个获命名的风暴和第6场飓风。系统源于从大西洋进入太平洋的一股东风波，催生出低气压系统后于8月30日组织成热带低气压，再于8月31日成为热带风暴，当晚达到飓风标准。埃尔南迅速强化，最高强度达到萨菲尔-辛普森飓风等级下的五级飓风标准。气旋向西北方向移动，在最高强度下保持了8个小时。9月2日，飓风因进入海域水温降低而开始减弱。到9月6日时，系统已退化成残留低气压区。
埃尔南是本季第二强烈的飓风，并且在五级强度下持续的时间也是第二长，两项数据都仅次于飓风肯纳。风暴始终远离陆地，但4至6米高的涌浪还是令墨西哥沿岸出现轻度海滩侵蚀。此外，气旋的残留水分经过南加州近海，给当地带去少量降水。

## 气象历史
8月16日，一股东风波离开非洲海岸。系统向西穿越大西洋，行经中美洲进入东太平洋，与热带辐合带中存在的一股扰动天气融合。系统逐渐发展出中等强度对流，到8月30日时已有显著发展，成为第十号热带低气压。低气压继续产生强烈雷暴，并且主要集中在环流中心以西和东北两侧的深层对流区内。虽然中心呈现不规则的拉长，但系统上空的风切变一直很少，外流格局也很有利，美国国家飓风中心因此预计气旋会适度增强。8月30日下午，低气压已发展出明显的带状特征，随即升级成热带风暴并获名“埃尔南”（Hernan），风力时速72公里。气旋继续组织，环流中心由雷暴对流带围绕。8月31日，埃尔南在行进至墨西哥阿卡普尔科西南方向约634公里海域时升级成飓风。

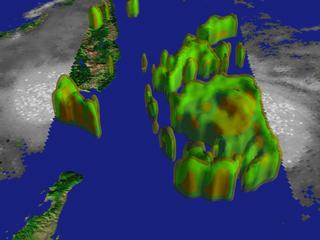
飓风埃尔南达到最高强度之后的降水分布

由于风切变少、海面温度高，风暴继续稳步增强，卫星图像显示8月31日晚系统中已发展出风眼。埃尔南的最低气压降至987毫巴（百帕），最大持续风速提高到每小时160公里，属萨菲尔-辛普森飓风等级下的二级飓风标准。风暴很快达到三级飓风强度，成为大型飓风，不久后又成为四级飓风。与此同时，埃尔南的风眼变得模糊，并沿美国上空的强烈上层高压脊南部边缘朝西北方向移动，横向移动速度增至每小时约27公里。到了9月1日，飓风达到风力时速260公里，最低气压921毫巴（百帕）的最高强度，属五级飓风标准，也是2002年太平洋飓风季3场五级飓风中的第2场。
9月2日，风暴的对流雷暴带温度略有上升，表明气旋强度降至略低于五级飓风标准。埃尔南进入眼墙置换周期，形成双层风眼墙并继续减弱，其强度于当天降至三级飓风水平，之后很快就略朝西面转向。埃尔南接下来进入又一轮眼墙置换周期，风速进一步减慢。由于风暴进入的海域水温降低，其风速也降至每小时160公里以下，低于大型飓风标准。不久后，埃尔南降级成一级飓风，风眼被云层阻挡。9月5日，气旋虽然发展出新的对流带，但风力时速却急剧下降至72公里，进一步降级成热带风暴。同日，风暴退化成热带低气压，并开始失去热带天气系统特征。受强烈的风切变影响，低气压进一步消亡。9月6日，埃尔南退化成残留低气压系统，其残留水分沿加利福尼亚州海岸蜿蜒行进，产生少量降水。

## 影响和纪录
飓风埃尔南自始至终远离海岸，没有对陆地构成显著影响。墨西哥近海的索科罗岛出现微风，大浪造成轻度影响。飓风中心所在开放海域附近产生的巨浪估计有21米高，但这一数据没有得到正式报告确认。气象机构的浮标测得高达17米的涌浪。墨西哥沿海的浪高有4到6米，引发轻度海滩侵蚀。风暴的部分残留水分在南加州沿岸行进期间产生小雨，导致道路湿滑，但没有任何报道表明气旋有对海上船只构成影响。
埃尔南从热带风暴增强成五级飓风期间的气压下降速度为每小时1.73毫巴（百帕），低于“快速增强”的标准。但从8月31日至9月1日的12小时里，其气压每小时下降了2.58毫巴，属“爆发性增强”，这主要是因为风暴当时所处环境风切变少，海面温度也比较高。